# Lijst van premiers van Peru
De premier van Peru (Spaans: Presidente del Consejo de Ministros del Perú, formeel: de Voorzitter van de Raad van Ministers van Peru) is de eerste minister van het Peruviaans kabinet.
De premier wordt benoemd door de president van Peru, waarna het Peruviaanse congres de benoeming moet ratificeren.
De huidige premier, Gustavo Adrianzén, werd beëdigd op 6 maart 2024.

## Overzicht premiers van Peru

### Lijst van premiers van Peru (1857-heden)

#### 19e eeuw
| Nr. | Premier                          | Premier                                          | Ambtstermijn                                    | Partij         | Partij | President                       |
| --- | -------------------------------- | ------------------------------------------------ | ----------------------------------------------- | -------------- | ------ | ------------------------------- |
| 1   |                                  | José Maria Raygada y Gallo                       | 14 februari 1957 - 13 mei 1858                  | militair       |        | Ramón Castilla                  |
| 2   |                                  | Manuel Ortiz de Zevallos y García                | 13 mei 1858 - 13 juli 1858                      | -              |        | Ramón Castilla                  |
| 3   |                                  | Miguel de San Román y Meza                       | 13 juli 1858 - 24 oktober 1858                  | militair       |        | Ramón Castilla                  |
| 4   |                                  | Miguel del Carpio y Melgar                       | 1859 - 9 juni 1860                              | -              |        | Ramón Castilla                  |
| 5   |                                  | Juan Antonio Pezet                               | 9 juni 1860 - 1862                              | militair       |        | Ramón Castilla                  |
| 6   |                                  | Juan Antonio Ribeyro Estrada (1e termijn)        | 1862 - 24 oktober 1862                          | -              |        | Ramón Castilla                  |
| 7   |                                  | José Gregorio Paz Soldán y Ureta                 | 24 oktober 1862 - 3 april 1863                  | -              |        | Miguel de San Román             |
| 6   |                                  | Juan Antonio Ribeyro Estrada (2e termijn)        | 10 april 1863 - 11 augustus 1864                | -              |        | Pedro Diez Canseco              |
| 6   | Juan Antonio Pezet               | Juan Antonio Ribeyro Estrada (2e termijn)        | 10 april 1863 - 11 augustus 1864                | -              |        |                                 |
| 8   |                                  | José Manuel Costas Arce                          | 11 augustus 1864 - 14 oktober 1864              | -              |        |                                 |
| 9   |                                  | José Allende (1e termijn)                        | 14 oktober 1864 - 3 april 1865                  | militair       |        |                                 |
| 10  |                                  | Manuel Ignacio de Vivanco                        | 3 april 1865 - 12 juli 1865                     | militair       |        |                                 |
| 11  |                                  | Pedro José Calderón                              | 12 juli 1865 - 6 november 1865                  | -              |        |                                 |
| 12  |                                  | Juan Antonio Ugarteche Posadas                   | 26 september 1865 - 6 november 1865             | militair       |        | Pedro Diez Canseco              |
| 13  |                                  | Francisco Javier Mariátegui                      | 6 november 1865 - 28 november 1865              | -              |        | Pedro Diez Canseco              |
| 14  |                                  | Mariano Ignacio Prado                            | 26 november 1865 - 15 februari 1867             | militair       |        | Mariano Ignacio Prado           |
| 15  |                                  | Pedro José Tordoya                               | 2 maart 1867 - 26 april 1867                    | geestelijke    |        | Mariano Ignacio Prado           |
| 16  |                                  | Pedro Paz Soldán y Ureta (1e termijn)            | 3 juni 1867 - 1 september 1867                  | -              |        | Mariano Ignacio Prado           |
| 17  |                                  | Luis La Puerta                                   | september 1867 - 12 oktober 1867                | militair       |        | Mariano Ignacio Prado           |
| 16  |                                  | Pedro Paz Soldán y Ureta (2e termijn)            | 12 oktober 1867 - 8 januari 1868                | -              |        | Mariano Ignacio Prado           |
| 18  |                                  | Antonio Arenas Merino (1e termijn)               | 22 januari 1868 - 7 februari 1868               | -              |        | Pedro Diez Canseco              |
| 19  |                                  | Antonio Gutiérrez de la Fuente                   | 7 februari 1868 - 2 augustus 1868               | militair       |        | Pedro Diez Canseco              |
| 20  |                                  | Pedro Gálvez Egúsquiza                           | 2 augustus 1868 - 13 april 1869                 | -              |        | José Balta                      |
| 21  |                                  | Juan Francisco Balta                             | 13 april 1869 - 1 augustus 1871                 | militair       |        | José Balta                      |
| 9   |                                  | José Allende (2e termijn)                        | 2 augustus 1871 - 7 december 1871               | militair       |        | José Balta                      |
| 22  |                                  | José Jorge Loayza (1e termijn)                   | 7 december 1871 - 25 juli 1872                  | -              |        | José Balta                      |
| 6   |                                  | Juan Antonio Ribeyro Estrada (3e termijn)        | 27 juli 1872 - 2 augustus 1872                  | -              |        | Mariano Herencia Zevallos       |
| 23  |                                  | José Miguel Medina                               | 2 augustus 1872 - 3 september 1873              | militair       |        | Manuel Pardo y Lavalle          |
| 24  |                                  | José Eusebio Sánchez                             | 3 september 1873 - 1 februari 1875              | -              |        | Manuel Pardo y Lavalle          |
| 25  |                                  | Nicolás Freire González                          | 1 februari 1875 - 2 augustus 1876               | -              |        | Manuel Pardo y Lavalle          |
| 18  |                                  | Antonio Arenas Merino (2e termijn)               | 2 augustus 1876 - 26 augustus 1876              | -              |        | Mariano Ignacio Prado           |
| 26  |                                  | Teodoro La Rosa                                  | 26 augustus 1876 - 1 juni 1877                  | -              |        | Mariano Ignacio Prado           |
| 27  |                                  | Juan Buendía y Noriega                           | 4 juni 1877 - 13 mei 1878                       | militair       |        | Mariano Ignacio Prado           |
| 22  |                                  | José Jorge Loayza (2e termijn)                   | 18 juni 1878 - 16 december 1878                 | -              |        | Mariano Ignacio Prado           |
| 28  |                                  | Manuel Yrigoyen Larrea (1e termijn)              | 17 december 1878 - 19 mei 1879                  | -              |        | Mariano Ignacio Prado           |
| 29  |                                  | Manuel de Mendiburu                              | 19 mei 1879 - 16 oktober 1879                   | militair       |        | Mariano Ignacio Prado           |
| 30  |                                  | Manuel González de la Cotera                     | 16 oktober 1979 - 23 december 1879              | militair       |        | Mariano Ignacio Prado           |
| 31  |                                  | Aurelio Denegri Valega (1e termijn)              | 12 maart 1881 - 18 juli 1881                    | PC             |        | Francisco García Calderón Landa |
| 32  |                                  | Camilo N. Carrillo Martínez (1e termijn)         | 18 juli 1881 - 6 november 1881                  | marine         |        | Francisco García Calderón Landa |
| 33  |                                  | Aurelio García y García                          | 30 oktober 1881 - 28 november 1881              | marine         |        | Nicolás de Piérola (voorlopig)  |
| 34  |                                  | Juan Manuel Arbaiza                              | 4 januari 1882 - 4 september 1882               | -              |        | Lizardo Montero Flores          |
| 32  |                                  | Camilo N. Carrillo Martínez (2e termijn)         | 4 september 1882 - januari 1883                 | marine         |        | Lizardo Montero Flores          |
| 35  |                                  | Manuel Velarde Seoane (1e termijn)               | januari 1883 - april 1883                       | militair       |        | Lizardo Montero Flores          |
| 36  |                                  | Mariano Nicolás Valcárcel (1e termijn)           | april 1883 - oktober 1883                       | -              |        | Lizardo Montero Flores          |
| 37  |                                  | Lorenzo Iglesias Pino de Arce                    | 3 januari 1883 - 27 augustus 1883               | -              |        | Miguel Iglesias                 |
| 38  |                                  | Manuel Antonio Barinaga (1e termijn)             | 27 augustus 1883 - 7 april 1884                 | -              |        | Miguel Iglesias                 |
| 39  |                                  | Mariano Castro Zaldívar                          | 7 april 1884 - 14 mei 1885                      | -              |        | Miguel Iglesias                 |
| 40  |                                  | José Joaquín Iglesias Pino de Arce               | 14 mei 1885 - 3 december 1885                   | militair       |        | Miguel Iglesias                 |
| 18  |                                  | Antonio Arenas Merino (3e termijn)               | 3 december 1885 - 3 juni 1886                   | -              |        | Ministerraad                    |
| 41  |                                  | Pedro Alejandrino del Solar Gabas (1e termijn)   | 3 juni 1886 - 6 oktober 1886                    | Constitucional |        | Andrés Avelino Cáceres          |
| 42  |                                  | José Nicolás Araníbar y Llano                    | 6 oktober 1886 - 20 november 1886               | -              |        | Andrés Avelino Cáceres          |
| 41  |                                  | Pedro Alejandrino del Solar Gabas (2e termijn)   | 22 november 1886 - 22 augustus 1887             | Constitucional |        | Andrés Avelino Cáceres          |
| 43  |                                  | Mariano Santos Álvarez Villegas                  | 22 augustus 1897 - 12 september 1887            | -              |        | Andrés Avelino Cáceres          |
| 44  |                                  | Carlos Maria Elías y de la Quintana (1e termijn) | 12 september 1887 - 5 oktober 1887              | Constitucional |        | Andrés Avelino Cáceres          |
| –   |                                  | Raymundo Morales Arias (interim)                 | 4 oktober 1887 - 8 november 1887                | -              |        | Andrés Avelino Cáceres          |
| 31  |                                  | Aurelio Denegri Valega (2e termijn)              | 8 november 1887 - 8 maart 1889                  | -              |        | Andrés Avelino Cáceres          |
| 45  |                                  | José Mariano Jiménez Wald (1e termijn)           | 8 maart 1889 - 3 april 1889                     | -              |        | Andrés Avelino Cáceres          |
| 41  |                                  | Pedro Alejandrino del Solar Gabas (3e termijn)   | 4 april 1889 - 10 februari 1890                 | Constitucional |        | Andrés Avelino Cáceres          |
| 28  |                                  | Manuel Yrigoyen Larrea (2e termijn)              | 11 februari 1890 - 10 augustus 1890             | -              |        | Andrés Avelino Cáceres          |
| 36  |                                  | Mariano Nicolás Valcárcel Salazar (2e termijn)   | 10 augustus 1890 - 24 juli 1891                 | -              |        | Remigio Morales Bermúdez        |
| –   |                                  | Alberto Elmore Fernández de Córdoba (waarnemend) | 25 juli 1891 - 14 augustus 1891                 | -              |        | Remigio Morales Bermúdez        |
| 46  |                                  | Federico Herrera (1e termijn)                    | 14 augustus 1891 - 24 augustus 1891             | Constitucional |        | Remigio Morales Bermúdez        |
| 47  |                                  | Justiniano Borgoño Castañeda                     | 24 augustus 1891 - 14 oktober 1891              | Constitucional |        | Remigio Morales Bermúdez        |
| –   |                                  | Federico Herrera                                 | 14 oktober 1891 - 27 november 1891 (waarnemend) | Constitucional |        | Remigio Morales Bermúdez        |
| 46  | 27 november 1891 - 14 april 1892 | Federico Herrera                                 |                                                 | Constitucional |        | Remigio Morales Bermúdez        |
| –   |                                  | Juan Ibarra y Ortiz                              | 14 april 1892 - 2 mei 1892 (waarnemend)         | militair       |        | Remigio Morales Bermúdez        |
| 48  | 2 mei 1892 - 30 juni 1892        | Juan Ibarra y Ortiz                              |                                                 | militair       |        | Remigio Morales Bermúdez        |
| 44  |                                  | Carlos Maria Elías y de la Quintana (2e termijn) | 30 juni 1892 - 3 maart 1893                     | Constitucional |        | Remigio Morales Bermúdez        |
| 35  |                                  | Manuel Velarde Seoane (2e termijn)               | 3 maart 1893 - 11 mei 1893                      | Constitucional |        | Remigio Morales Bermúdez        |
| 45  |                                  | José Mariano Jiménez Wald (2e termijn)           | 11 mei 1893 - 1 april 1894                      | -              |        | Remigio Morales Bermúdez        |
| 49  |                                  | Baltasar García Urrutia Muro                     | 1 april 1894 - 10 augustus 1894                 | -              |        | Justiniano Borgoño Castañeda    |
| 50  |                                  | Cesáreo Chacaltana Reyes (1e termijn)            | 10 augustus 1894 - 16 november 1894             | -              |        | Andrés Avelino Cáceres          |
| 28  |                                  | Manuel Irigoyen Larrea (3e termijn)              | 16 november 1894 - 21 maart 1895                | Constitucional |        | Andrés Avelino Cáceres          |
| 51  |                                  | Antonio Bentín y La Fuente                       | 8 september 1895 - 28 november 1895             | PD             |        | Nicolás de Piérola              |
| 38  |                                  | Manuel Antonio Barinaga (2e termijn)             | 30 november 1895 - 5 augustus 1896              | -              |        | Nicolás de Piérola              |
| 52  |                                  | Manuel Pablo Olaechea Guerrero                   | 8 augustus 1896 - 3 november 1897               | PD             |        | Nicolás de Piérola              |
| 53  |                                  | Alejandro López de Romaña Alvizuri               | 25 november 1897 - 23 december 1897             | PD             |        | Nicolás de Piérola              |
| 54  |                                  | Enrique de la Riva Agüero                        | 23 december 1897 - 13 mei 1898                  | -              |        | Nicolás de Piérola              |
| 22  |                                  | José Jorge Loayza (3e termijn)                   | 16 mei 1898 - 8 september 1899                  | -              |        | Nicolás de Piérola              |
| 55  |                                  | Manuel María Gálvez Egúsquiza                    | 8 september 1899 - 14 december 1899             | -              |        | Eduardo López de Romaña         |
| 56  |                                  | Enrique de la Riva-Agüero (1e termijn)           | 14 december 1899 - 30 augustus 1900             | PC             |        | Eduardo López de Romaña         |

#### 20e eeuw
| Nr. | Premier                      | Premier                                            | Ambtstermijn                         | Partij                          | Partij          | President                     |
| --- | ---------------------------- | -------------------------------------------------- | ------------------------------------ | ------------------------------- | --------------- | ----------------------------- |
| 57  |                              | Enrique Coronel Zegarra (1851-1919)                | 30 augustus 1900 - 2 oktober 1900    | PD                              |                 | Eduardo López de Romaña       |
| 58  |                              | Domingo Almenara Butler (1848-1931)                | 2 oktober 1900 - 11 september 1901   | -                               |                 | Eduardo López de Romaña       |
| 50  |                              | Cesáreo Chacaltana (1845-1906) (2e termijn)        | 11 september 1901 - 9 augustus 1902  | PC                              |                 | Eduardo López de Romaña       |
| 59  |                              | Alejandro Deustua (1849-1945)                      | 9 augustus 1902 - 4 november 1902    | -                               |                 | Eduardo López de Romaña       |
| 60  |                              | Eugenio Larrabure y Unanue (1844-1916)             | 4 november 1902 - 8 september 1903   | -                               |                 | Eduardo López de Romaña       |
| 61  |                              | José Pardo y Barreda (1864-1947)                   | 8 september 1903 - 18 april 1904     | PC                              |                 | Manuel Candamo                |
| 61  | 18 april 1904 - 14 mei 1904  | José Pardo y Barreda (1864-1947)                   | Serapio Calderón                     | PC                              |                 |                               |
| 62  |                              | Alberto Elmore (1844-1916)                         | Serapio Calderón                     | 14 mei 1904 - 24 september 1904 | -               |                               |
| 63  |                              | Augusto Leguía (1863-1932)                         | 24 september 1904 - 1 augustus 1907  | PC                              |                 | José Pardo y Barreda          |
| 64  |                              | Agustín Tovar y Aguilar (1852-1915)                | 1 augustus 1907 - 9 oktober 1907     | -                               |                 | José Pardo y Barreda          |
| 65  |                              | Carlos Washburn (1854-1925)                        | 9 oktober 1907 - 24 september 1908   | -                               |                 | José Pardo y Barreda          |
| 66  |                              | Eulogio Romero Salcedo (1861-1930)                 | 24 september 1908 - 8 juni 1909      | -                               |                 | Augusto Leguía y Salcedo      |
| 67  |                              | Rafael Villanueva Cortez (1839-1931)               | 8 juni 1909 - 14 maart 1910          | -                               |                 | Augusto Leguía y Salcedo      |
| 68  |                              | Javier Prado y Ugarteche (1871-1921)               | 14 maart 1910 - 3 augustus 1910      | PC                              |                 | Augusto Leguía y Salcedo      |
| 69  |                              | Germán Schreiber (1862-1930) (1e termijn)          | 3 augustus 1910 - 21 oktober 1910    | PC                              |                 | Augusto Leguía y Salcedo      |
| 70  |                              | José Salvador Cavero (1850-1940)                   | 3 november 1910 - 27 december 1910   | Constitucional                  |                 | Augusto Leguía y Salcedo      |
| 71  |                              | Enrique Basadre Stevenson (1848-1935)              | 27 december 1910 - 31 augustus 1911  | -                               |                 | Augusto Leguía y Salcedo      |
| 72  |                              | Agustín Ganoza y Cavero (1855-1926)                | 31 augustus 1911 - 24 september 1912 | PC                              |                 | Augusto Leguía y Salcedo      |
| 73  |                              | Elías Malpartida Franco (1844-1922)                | 24 september 1912 - 23 december 1912 | PD                              |                 | Guillermo Billinghurst        |
| 74  |                              | Enrique Varela Vidaurre (1856-1914) (1e termijn)   | 24 december 1912 - 24 februari 1913  | militair                        |                 | Guillermo Billinghurst        |
| 75  |                              | Federico Luna y Peralta (1853-1927)                | 24 februari 1913 - 17 juni 1913      | -                               |                 | Guillermo Billinghurst        |
| 76  |                              | Aurelio Sousa y Matute (1860-1925) (1e termijn)    | 17 juni 1913 - 27 juli 1913          | -                               |                 | Guillermo Billinghurst        |
| 74  |                              | Enrique Varela Vidaurre (1856-1914) (2e termijn)   | 27 juli 1913 - 4 februari 1914       | militair                        |                 | Guillermo Billinghurst        |
| 74  | Vermoord                     | Enrique Varela Vidaurre (1856-1914) (2e termijn)   |                                      | militair                        |                 | Guillermo Billinghurst        |
| 77  |                              | Pedro Muñiz Sevilla (1862-1915)                    | 16 mei 1914 - 1 augustus 1914        | militair                        |                 | Óscar Benavides               |
| 78  |                              | Melitón Carvajal (1847-1935)                       | 1 augustus 1914 - 22 augustus 1914   | marine                          |                 | Óscar Benavides               |
| 76  |                              | Aurelio Sousa y Matute (1860-1925) (2e termijn)    | 22 augustus 1914 - 11 november 1914  | PD                              |                 | Óscar Benavides               |
| 69  |                              | Germán Schreiber (1862-1930) (2e termijn)          | 11 november 1914 - 19 februari 1915  | PC                              |                 | Óscar Benavides               |
| 79  |                              | Carlos Isaac Abril Galindo (1863-1925)             | 19 februari 1915 - 18 augustus 1915  | -                               |                 | Óscar Benavides               |
| 56  |                              | Enrique de la Riva-Agüero (1857-1930) (2e termijn) | 18 augustus 1915 - 27 juli 1917      | PC                              |                 | José Pardo y Barreda          |
| 80  |                              | Francisco Tudela y Varela (1876-1962)              | 27 juli 1917 - 18 december 1918      | PC                              |                 | José Pardo y Barreda          |
| 81  |                              | Germán Arenas y Loayza (1870-1948) (1e termijn)    | 18 december 1918 - 28 april 1919     | PC                              |                 | José Pardo y Barreda          |
| 82  |                              | Juan Manuel Zuloaga (1862-1944)                    | 28 april 1919 - 4 juli 1919          | militair                        |                 | José Pardo y Barreda          |
| 83  |                              | Mariano H. Cornejo (1866-1942)                     | 4 juli 1919 - 25 augustus 1919       | -                               |                 | Augusto Leguía y Salcedo      |
| 84  |                              | Melitón Porras Osores (1860-1944)                  | 25 augustus 1919 - 6 december 1919   | -                               |                 | Augusto Leguía y Salcedo      |
| 85  |                              | Germán Leguía y Martínez (1861-1928)               | 6 december 1919 - 7 oktober 1922     | PDR                             |                 | Augusto Leguía y Salcedo      |
| 86  |                              | Julio Ego-Aguirre (1865-1941)                      | 7 oktober 1922 - 12 oktober 1924     | PDR                             |                 | Augusto Leguía y Salcedo      |
| 87  |                              | Alejandrino Maguiña (1864-1935)                    | 12 oktober 1924 - 7 december 1926    | PDR                             |                 | Augusto Leguía y Salcedo      |
| 88  |                              | Pedro José Rada y Gamio (1876-1938)                | 7 december 1926 - 12 oktober 1929    | PDR                             |                 | Augusto Leguía y Salcedo      |
| 89  |                              | Benjamín Huamán de los Heros (1878-1936)           | 12 oktober 1929 - 24 augustus 1930   | PDR                             |                 | Augusto Leguía y Salcedo      |
| 90  |                              | Fernando Sarmiento Ramírez (1874-1939)             | 24 augustus 1930 - 25 augustus 1930  | militair                        |                 | Augusto Leguía y Salcedo      |
| -   |                              | Gustavo Jiménez (1886-1933)                        | 28 augustus 1930 - 24 november 1930  | militair                        |                 | Militaire Junta               |
| 92  |                              | Antonio Beingolea Balarezo (1881-1950)             | 24 november 1930 - 1 maart 1931      | marine                          |                 | Militaire Junta               |
| 93  |                              | David Samanez Ocampo (1866-1947)                   | 11 maart 1931 - 8 december 1931      | -                               |                 | Nationale Junta               |
| 81  |                              | Germán Arenas y Loayza (1870-1948) (2e termijn)    | 8 december 1931 - 28 januari 1932    | -                               |                 | Luis Miguel Sánchez Cerro     |
| 94  |                              | Francisco Lanatta (1879-1945)                      | 28 januari 1932 - 13 april 1932      | UR                              |                 | Luis Miguel Sánchez Cerro     |
| 95  |                              | Luis Alberto Flores (1899-1969)                    | 13 april - 20 mei 1932               | UR                              |                 | Luis Miguel Sánchez Cerro     |
| 96  |                              | Ricardo Rivadeneyra (1872-1954)                    | 20 mei 1932 - 10 september 1932      | -                               |                 | Luis Miguel Sánchez Cerro     |
| 97  |                              | Carlos Zavala Loayza (1882-1957)                   | 10 september 1932 - 22 december 1932 | -                               |                 | Luis Miguel Sánchez Cerro     |
| 98  |                              | José Matías Manzanilla (1867-1947)                 | 24 december 1932 - 30 april 1933     | UR                              |                 | Luis Miguel Sánchez Cerro     |
| 98  | 30 april 1933 - 29 juni 1933 | José Matías Manzanilla (1867-1947)                 | -                                    |                                 | Óscar Benavides |                               |
| 99  |                              | Jorge Prado Ugarteche (1887-1970)                  | 29 juni 1933 - 24 november 1933      | -                               | Óscar Benavides |                               |
| 100 |                              | José de la Riva-Agüero (1885-1944)                 | 24 november 1933 - 18 mei 1934       | PND                             | Óscar Benavides |                               |
| 101 |                              | Alberto Rey de Castro (1869-1961)                  | 18 mei 1934 - 24 december 1934       | -                               | Óscar Benavides |                               |
| 102 |                              | Carlos Arenas y Loayza (1885-1955)                 | 24 december 1934 - 18 mei 1935       | -                               | Óscar Benavides |                               |
| 103 |                              | Manuel E. Rodríguez (1883-1952)                    | 18 mei 1935 - 13 april 1936          | militair                        | Óscar Benavides |                               |
| 104 |                              | Ernesto Montagne Markholz (1885-1954)              | 13 april 1936 - 19 april 1939        | militair                        | Óscar Benavides |                               |
| -   |                              | Manuel Ugarteche (1872-1943)                       | 20 april 1939 - 8 december 1939      | -                               | Óscar Benavides |                               |
| 105 |                              | Alfredo Solf y Muro (1972-1969)                    | 8 december 1939 - 3 december 1944    | -                               |                 | Manuel Prado y Ugarteche      |
| 106 |                              | Julio East (1876-1953)                             | 9 december 1944 - 28 juli 1945       | -                               |                 | Manuel Prado y Ugarteche      |
| 107 |                              | Rafael Belaúnde Diez Canseco (1886-1972)           | 28 juli 1945 - 31 januari 1946       | FDN                             |                 | José Luis Bustamante y Rivero |
| 108 |                              | Julio Ernesto Portugal (1894-1972)                 | 31 januari 1946 - 12 januari 1947    | FDN                             |                 | José Luis Bustamante y Rivero |
| 109 |                              | José R. Alzamora (1891-1953)                       | 12 januari 1947 - 30 oktober 1947    | marine                          |                 | José Luis Bustamante y Rivero |
| 110 |                              | Roque A. Saldías (1892-1974) (1e termijn)          | 30 oktober 1947 - 17 juni 1948       | marine                          |                 | José Luis Bustamante y Rivero |
| 111 |                              | Armando Revoredo Iglesias (1896-1978)              | 17 juni 1948 - 27 oktober 1948       | luchtmacht                      |                 | José Luis Bustamante y Rivero |
| 112 |                              | Zenón Noriega (1900-1957)                          | 28 juli 1950 - 9 augustus 1954       | militair                        |                 | Manuel A. Odría               |
| 110 |                              | Roque A. Saldías (1892-1974) (2e termijn)          | 9 augustus 1954 - juni 1956          | marine                          |                 | Manuel A. Odría               |
| 113 |                              | Juan Mendoza Rodríguez (1903-1995)                 | juni 1956 - 28 juli 1956             | militair                        |                 | Manuel A. Odría               |
| 114 |                              | Manuel Cisneros Sánchez (1904-1971)                | 28 juli 1956 - 9 juni 1958           | MDP                             |                 | Manuel Prado y Ugarteche      |
| 115 |                              | Luis Gallo Porras (1893-1972)                      | 9 juni 1958 - 17 juli 1959           | MDP                             |                 | Manuel Prado y Ugarteche      |
| 116 |                              | Pedro Beltrán Espantoso (1897-1979)                | 17 juli 1959 - 24 november 1961      | onafhankelijk                   |                 | Manuel Prado y Ugarteche      |
| 117 |                              | Carlos Moreyra y Paz Soldán (1898-1981)            | 24 november 1961 - 18 juli 1962      | MDP                             |                 | Manuel Prado y Ugarteche      |
| 118 |                              | Nicolás Lindley López (1908-1995)                  | 18 juli 1962 - 28 juli 1963          | militair                        |                 | Militaire Junta               |
| 119 |                              | Óscar Trelles Montes (1904-1990)                   | 28 juli 1963 - 31 december 1963      | AP                              |                 | Fernando Belaúnde Terry       |
| 120 |                              | Fernando Schwalb (1916-2002) (1e termijn)          | 31 december 1963 - 15 september 1965 | AP                              |                 | Fernando Belaúnde Terry       |
| 121 |                              | Daniel Becerra de la Flor (1906-1987)              | 15 september 1965 - 6 september 1967 | AP                              |                 | Fernando Belaúnde Terry       |
| 122 |                              | Edgardo Seoane (1903-1978)                         | 6 september 1967 - 17 november 1967  | AP                              |                 | Fernando Belaúnde Terry       |
| 123 |                              | Raúl Ferrero Rebagliati (1911-1977)                | 17 november 1967 - 30 mei 1968       | PDC                             |                 | Fernando Belaúnde Terry       |
| 124 |                              | Oswaldo Hercelles (1908-1969)                      | 30 mei 1968 - 2 oktober 1968         | onafhankelijk                   |                 | Fernando Belaúnde Terry       |
| 125 |                              | Miguel Mujica Gallo (1910-2001)                    | 2 oktober 1968 - 3 oktober 1968      | onafhankelijk                   |                 | Fernando Belaúnde Terry       |
| 126 |                              | Ernesto Montagne Sánchez (1916-1993)               | 3 oktober 1968 - 31 januari 1973     | militair                        |                 | Juan Velasco Alvarado         |
| 127 |                              | Edgardo Mercado Jarrín (1919-2012)                 | 31 januari 1973 - 1 februari 1975    | militair                        |                 | Juan Velasco Alvarado         |
| 128 |                              | Francisco Morales Bermúdez (1921-2022)             | 1 februari 1975 - 30 augustus 1975   | militair                        |                 | Juan Velasco Alvarado         |
| 129 |                              | Óscar Vargas Prieto (1917-1989)                    | 30 augustus 1975 - 31 januari 1976   | militair                        |                 | Francisco Morales Bermúdez    |
| 130 |                              | Jorge Fernández-Maldonado (1922-2000)              | 31 januari 1976 - 16 juli 1976       | militair                        |                 | Francisco Morales Bermúdez    |
| 131 |                              | Guillermo Arbulú Galliani (1921-1998)              | 16 juli 1976 - 30 januari 1978       | militair                        |                 | Francisco Morales Bermúdez    |
| 132 |                              | Óscar Molina Pallochia (1921-1990)                 | 30 januari 1978 - 31 januari 1979    | militair                        |                 | Francisco Morales Bermúdez    |
| 133 |                              | Pedro Richter Prada (1921-2017)                    | 31 januari 1979 - 27 juli 1980       | militair                        |                 | Francisco Morales Bermúdez    |
| 134 |                              | Manuel Ulloa Elías (1922-1992)                     | 28 juli 1980 - 9 december 1982       | AP                              |                 | Fernando Belaúnde Terry       |
| 120 |                              | Fernando Schwalb (1916-2002) (2e termijn)          | 9 december 1982 - 10 april 1984      | AP                              |                 | Fernando Belaúnde Terry       |
| 135 |                              | Sandro Mariátegui (1921-2013)                      | 10 april 1984 - 13 oktober 1984      | AP                              |                 | Fernando Belaúnde Terry       |
| 136 |                              | Luis Pércovich (1931-2017)                         | 13 oktober 1984 - 27 juli 1985       | AP                              |                 | Fernando Belaúnde Terry       |
| 137 |                              | Luis Alva Castro (1942)                            | 28 juli 1985 - 26 juni 1987          | APRA                            |                 | Alan García                   |
| 138 |                              | Guillermo Larco Cox (1932-2002) (1e termijn)       | 27 juni 1987 - 13 mei 1988           | APRA                            |                 | Alan García                   |
| 139 |                              | Armando Villanueva del Campo (1915-2013)           | 13 mei 1988 - 15 mei 1989            | APRA                            |                 | Alan García                   |
| 140 |                              | Luis Alberto Sánchez (1900-1994)                   | 15 mei 1989 - 30 september 1989      | APRA                            |                 | Alan García                   |
| 138 |                              | Guillermo Larco Cox (1932-2002) (2e termijn)       | 30 september 1989 - 27 juli 1990     | APRA                            |                 | Alan García                   |
| 141 |                              | Juan Carlos Hurtado Miller (1940)                  | 28 juli 1990 - 15 februari 1991      | Cambio 90                       |                 | Alberto Fujimori              |
| 142 |                              | Carlos Torres y Torres Lara (1942-2000)            | 15 februari 1991 - 6 november 1991   | Cambio 90                       |                 | Alberto Fujimori              |
| 143 |                              | Alfonso de los Heros (1939)                        | 6 november 1991 - 6 april 1992       | Cambio 90                       |                 | Alberto Fujimori              |
| 144 |                              | Óscar de la Puente Raygada (1938)                  | 6 april 1992 - 28 augustus 1993      | Cambio 90                       |                 | Alberto Fujimori              |
| 145 |                              | Alfonso Bustamante (1941)                          | 28 augustus 1993 - 17 februari 1994  | Cambio 90                       |                 | Alberto Fujimori              |
| 146 |                              | Efraín Goldenberg (1929)                           | 17 februari 1994 - 28 juli 1995      | Cambio 90                       |                 | Alberto Fujimori              |
| 147 |                              | Dante Córdova (1943)                               | 28 juli 1995 - 3 april 1996          | Cambio 90 - Nueva Mayoría       |                 | Alberto Fujimori              |
| 148 |                              | Alberto Pandolfi (1940) (1e termijn)               | 3 april 1996 - 4 juni 1998           | Cambio 90 - Nueva Mayoría       |                 | Alberto Fujimori              |
| 149 |                              | Javier Valle-Riestra (1932)                        | 4 juni 1998 - 21 augustus 1998       | APRA                            |                 | Alberto Fujimori              |
| 148 |                              | Alberto Pandolfi (1940) (2e termijn)               | 21 augustus 1998 - 3 januari 1999    | Cambio 90 - Nueva Mayoría       |                 | Alberto Fujimori              |
| 150 |                              | Víctor Joy Way (1945)                              | 3 januari 1999 - 10 oktober 1999     | Cambio 90                       |                 | Alberto Fujimori              |
| 151 |                              | Alberto Bustamante Belaúnde (1950-2008)            | 10 oktober 1999 - 29 juli 2000       | onafhankelijk                   |                 | Alberto Fujimori              |

#### 21e eeuw
| Nr. | Premier | Premier                             | Ambtstermijn                        | Partij        | Partij | President                 |
| --- | ------- | ----------------------------------- | ----------------------------------- | ------------- | ------ | ------------------------- |
| 152 |         | Federico Salas-Guevara (1950-2021)  | 29 juli 2000 - 21 november 2000     | onafhankelijk |        | Alberto Fujimori          |
| 153 |         | Javier Pérez de Cuéllar (1920-2020) | 22 november 2000 - 28 juli 2001     | UPP           |        | Valentín Paniagua         |
| 154 |         | Roberto Dañino (1951)               | 28 juli 2001 - 11 juli 2002         | onafhankelijk |        | Alejandro Toledo Manrique |
| 155 |         | Luis Solari (1948)                  | 12 juli 2002 - 23 juni 2003         | PP            |        | Alejandro Toledo Manrique |
| 156 |         | Beatriz Merino (1947)               | 23 juni 2003 - 12 december 2003     | onafhankelijk |        | Alejandro Toledo Manrique |
| 157 |         | Carlos Ferrero Costa (1941)         | 15 december 2003 - 15 augustus 2005 | PP            |        | Alejandro Toledo Manrique |
| 158 |         | Pedro Pablo Kuczynski (1938)        | 16 augustus 2005 - 28 juli 2006     | onafhankelijk |        | Alejandro Toledo Manrique |
| 159 |         | Jorge del Castillo (1950)           | 28 juli 2006 - 10 oktober 2008      | APRA          |        | Alan García               |
| 160 |         | Yehude Simon (1947)                 | 14 oktober 2008 - 11 juli 2009      | PHP           |        | Alan García               |
| 161 |         | Javier Velásquez Quesquén (1960)    | 11 juli 2009 - 13 september 2010    | APRA          |        | Alan García               |
| 162 |         | José Antonio Chang (1958)           | 14 september 2010 - 18 maart 2011   | onafhankelijk |        | Alan García               |
| 163 |         | Rosario Fernández Figueroa (1955)   | 19 maart 2011 - 28 juli 2011        | onafhankelijk |        | Alan García               |
| 164 |         | Salomón Lerner Ghitis (1946)        | 28 juli 2011 - 10 december 2011     | onafhankelijk |        | Ollanta Humala            |
| 165 |         | Óscar Valdés Dancuart (1949)        | 10 december 2011 - 23 juli 2012     | onafhankelijk |        | Ollanta Humala            |
| 166 |         | Juan Jiménez Mayor (1964)           | 23 juli 2012 - 29 oktober 2013      | onafhankelijk |        | Ollanta Humala            |
| 167 |         | César Villanueva (1946)             | 31 oktober 2013 - 24 februari 2014  | onafhankelijk |        | Ollanta Humala            |
| 168 |         | René Cornejo (1962)                 | 24 februari 2014 - 22 juli 2014     | onafhankelijk |        | Ollanta Humala            |
| 169 |         | Ana Jara Velásquez (1968)           | 22 juli 2014 - 2 april 2015         | PNP           |        | Ollanta Humala            |
| 170 |         | Pedro Cateriano (1958)              | 2 april 2015 - 28 juli 2016         | onafhankelijk |        | Ollanta Humala            |
| 171 |         | Fernando Zavala (1971)              | 28 juli 2016 - 15 september 2017    | onafhankelijk |        | Pedro Pablo Kuczynski     |
| 172 |         | Mercedes Aráoz (1961)               | 17 september 2017 - 2 april 2018    | PPK           |        | Pedro Pablo Kuczynski     |
| 173 |         | César Villanueva (1946)             | 2 april 2018 - 8 maart 2019         | APP           |        | Martín Vizcarra           |
| 174 |         | Salvador del Solar (1970)           | 11 maart 2019 - 30 september 2019   | onafhankelijk |        | Martín Vizcarra           |
| 175 |         | Vicente Zeballos (1963)             | 30 september 2019 - 15 juli 2020    | onafhankelijk |        | Martín Vizcarra           |
| 176 |         | Pedro Cateriano (1958)              | 15 juli 2020 - 6 augustus 2020      | onafhankelijk |        | Martín Vizcarra           |
| 177 |         | Walter Martos (1957)                | 6 augustus 2020 - 10 november 2020  | onafhankelijk |        | Martín Vizcarra           |
| 178 |         | Ántero Flores-Aráoz (1942)          | 11 november 2020 - 17 november 2020 | onafhankelijk |        | Manuel Merino             |
| 179 |         | Violeta Bermúdez (1961)             | 18 november 2020 - 28 juli 2021     | onafhankelijk |        | Francisco Sagasti         |
| 180 |         | Guido Bellido (1979)                | 29 juli 2021 - 6 oktober 2021       | PL            |        | Pedro Castillo            |
| 181 |         | Mirtha Vásquez (1975)               | 6 oktober 2021 - 31 januari 2022    | FA            |        | Pedro Castillo            |
| 182 |         | Héctor Valer (1959)                 | 1 februari 2022 - 8 februari 2022   | Somos         |        | Pedro Castillo            |
| 183 |         | Aníbal Torres (1942)                | 8 februari 2022 - 24 november 2022  | onafhankelijk |        | Pedro Castillo            |
| 184 |         | Betssy Chávez (1989)                | 25 november 2022 - 7 december 2022  | PL            |        | Pedro Castillo            |
| 185 |         | Pedro Angulo Arana (1960)           | 10 december 2022 - 21 december 2022 | onafhankelijk |        | Dina Boluarte             |
| 186 |         | Alberto Otárola (1967)              | 21 december 2022 - 5 maart 2024     | onafhankelijk |        | Dina Boluarte             |
| 187 |         | Gustavo Adrianzén (1966)            | 6 maart 2024 - huidig               | onafhankelijk |        | Dina Boluarte             |